# Pintér István (költő)
Pintér István (szlovénül Števan Pinter) (Felsőszölnök, kb. 1831. január 25. – Felsőszölnök, 1875. december 11.) falusi bíró és költő.
A Jánoshegyen (szlovénül Janezovi breg, vendül Janošovi breg) született id. Pintér István és Bajzék Mária fiaként. A vendvidéki Pintér, valamint Pintár, Pintarin családok német eredetűek.

Nem ismert, hogy Felsőszölnök község bírájaként mikor választatott meg.
1864-ből maradt fenn kéziratos kántorkönyve, amelyben vallásos jellegű népdalokat is gyűjtött. Ezek közül a legrégebbi a Krisztus nam je od szmrti sztao (Krisztus feltámadt a halálból), amely egy középkori eredetű húsvéti ének volt, s az ún. Stičnai kézirat-ból származik, a 15. századból.
Pintér halálát tüdőgyulladás okozta, meglehetősen fiatalon.

## Külső hivatkozás
- Marija Kozar/Kozár Mária: Etnološki slovar Slovencev na Madžarskem/A Magyarországi Szlovének néprajzi szótára, Monošter-Szombathely 1996. ISBN 963-7206-620
- Franci Just: Besede iz Porabja, besede za Porabja, Franc-Franc, Muraszombat 2003. ISBN 961-219-070-4